# 박귀남
박귀남(朴貴男, 1970년 6월 15일, 강원도 양구군 남면 가오작리)은 대한민국의 제8·9대 강원도 양구군의원이었다.

## 학력
- 용하국민학교 40회 졸업
- 양구중학교 남면분교 1회 졸업
- 양구고등학교 31회 졸업
- 세계사이버대학 사회복지과 졸업

## 경력
- 남면 자율방범대 대장
- 양구군 자율방범연합대 대장
- 양구신용협동조합 이사
- 민주평화통일자문회의 양구군 협의회 회원
- 남면 새마을지도자협의회 부회장
- 강원 한우 남면작목반 사무장
- 남면 가오작리 새마을 지도자
- 춘천철원축협 선거관리위원
- 학교폭력대책위원
- 용하초등학교 운영위원장
- 양구군 육상경기연맹 감사
- 양구신용협동조합 부이사장
- 양구자원봉사센터 706시간 봉사
- 2018.07 ~ 2022.06 제8대 강원도 양구군의회 의원
- 2018.07 ~ 2020.07 제8대 강원도 양구군의회 전반기 부의장
- 2018.07 ~ 2020.07 제8대 강원도 양구군의회 전반기 예산결산특별위원회 간사
- 2018.08 ~ 2020.06 제8대 강원도 양구군의회 안대리비행장항공대대확대반대특별위원회 위원
- 2020.07 ~ 2022.06 제8대 강원도 양구군의회 후반기 예산결산특별위원회 위원
- 강원도 자율방범연합회 감사
- 양구군 남면 이촌리 마을회 새마을 지도자
- 2022.07 ~ 2023.11 제9대 강원도 양구군의회 의원
- 2022.07 ~ 2023.11 제9대 강원도 양구군의회 전반기 예산결산특별위원회 위원

## 의원직 상실
- 2023년 11월 16일 공직선거법 위반 혐의 박귀남 양구군의장 상고 기각… 의원직 박탈 확정

## 역대 선거 결과
|  | 6.81% |

|  | 18.48% |

|  | 26.17% |